# Neliopisthus elegans
Neliopisthus elegans är en stekelart som först beskrevs av Johannes Friedrich Ruthe 1855.  Neliopisthus elegans ingår i släktet Neliopisthus och familjen brokparasitsteklar. Arten är reproducerande i Sverige. Utöver nominatformen finns också underarten N. e. semirufus.